# Achema
Achema (Ахема, ранее — ПО «Азот») — химический завод в городе Ионава в центральной части Литвы, крупнейший производитель азотных удобрений в Прибалтике. Входит в состав литовского концерна Achema Group.

## Продукция
Компания производит азотные и смешанные удобрения, жидкие удобрения, аммиак, азотную кислоту, метанол, формалин, карбамид формальдегидных смол, дисперсию поливинилового ацетата, промышленные газы (N2, O2, CO2), водоэмульсионную краску.
В качестве сырья используется природный газ, поставляемый из России.

## История
Строительство завода началось в 1962 году.
В июне 2008 года была введена новая установка по производству метанола. Особенностью проекта стало применение ранее эксплуатировавшегося основного оборудования, перемещённого с других европейских заводов, в том числе печей первичного и вторичного риформинга, аппаратов сероочистки, реактора синтеза, компрессора синтезгаза и циркуляционного компрессора. Монтажные работы проводились в 2006—2008 гг. 
Запуск производства позволил во много раз снизить потребление электроэнергии и пара, мощность производства была увеличена с 74 до 130 тысяч тонн в год, снижены вредные выбросы в атмосферу.
Энергетический кризис 2021 года: Achema значительно сокращает свои мощности, в простой отправляют около 400 человек. 
2022 г. — последствия энергетического кризиса и антироссийских санкций (кратное увеличение стоимости природного газа, также Литва первой в Евросоюзе отказался от российского газа).
По состоянию на 1 сентября 2022 года продолжает производство продукции; с сентября временно приостанавливает работу, уволив около 5 % работников.

## Авария 1989 года
20 марта 1989 года на химическом предприятии прогремел взрыв, приведший к утечке 7500 тонн жидкого аммиака. В результате пожара на складе удобрений и, в частности, нитрофоски в атмосферу были выброшены продукты их распада: закись азота, хлор и другие. Токсичное облако стало надвигаться на города Укмерге, Ширвинтос, Кедайняй. В деревне Упнинкай, расположенной в 10 км от завода, концентрация аммония превысила предельно допустимые значения в 150 раз. 
На следующий день после аварии токсичное облако размером 7 на 50 км было зафиксировано между городами Ионава и Кедайняй. Семь человек погибло при пожаре и утечке аммиака, 29 стали инвалидами, многие получили острую респираторную и сердечную аритмию.